# Запорожец (автомобиль)

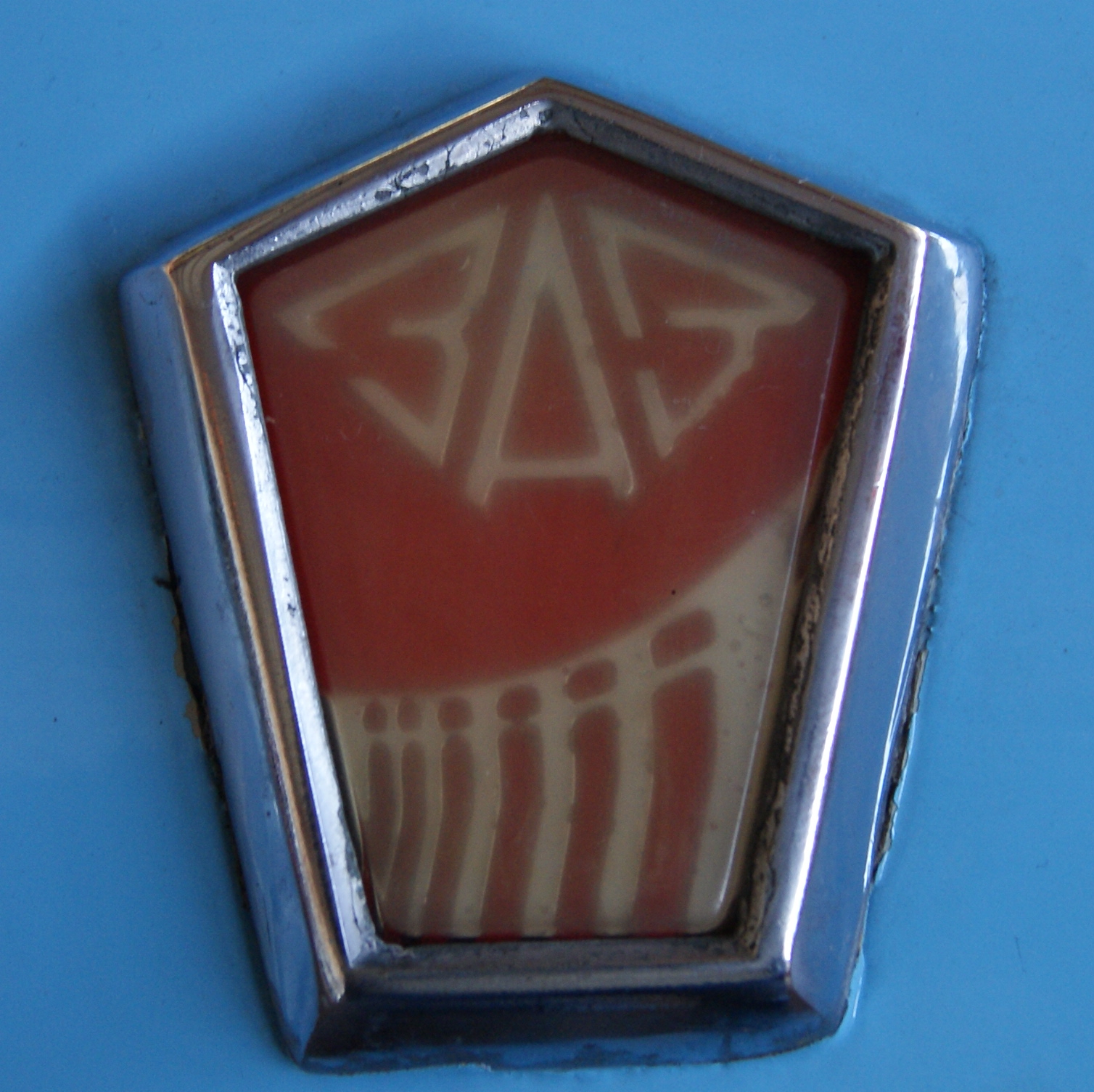
Логотип ЗАЗ-966

«Запоро́жец» (укр. «Запорожець»; экспортные обозначения для стран Западной Европы — Yalta/Jalta (Ялта), Eliette и ZAZ (ЗАЗ)) — марка советских и украинских заднемоторных легковых автомобилей особо малого класса, выпускавшихся заводом «Коммунар» в городе Запорожье (позднее — Запорожский автомобильный завод, в 1960—1994 годах входивший в производственное объединение «АвтоЗАЗ»).
Выпускались параллельно:
- В 1960—1969 годах — ЗАЗ-965 и с 1962 года — ЗАЗ-965А;
- В 1966—1994 годах — ЗАЗ-966, ЗАЗ-966В, ЗАЗ-968, ЗАЗ-968А и ЗАЗ-968М.

## ЗАЗ-965/ 965А

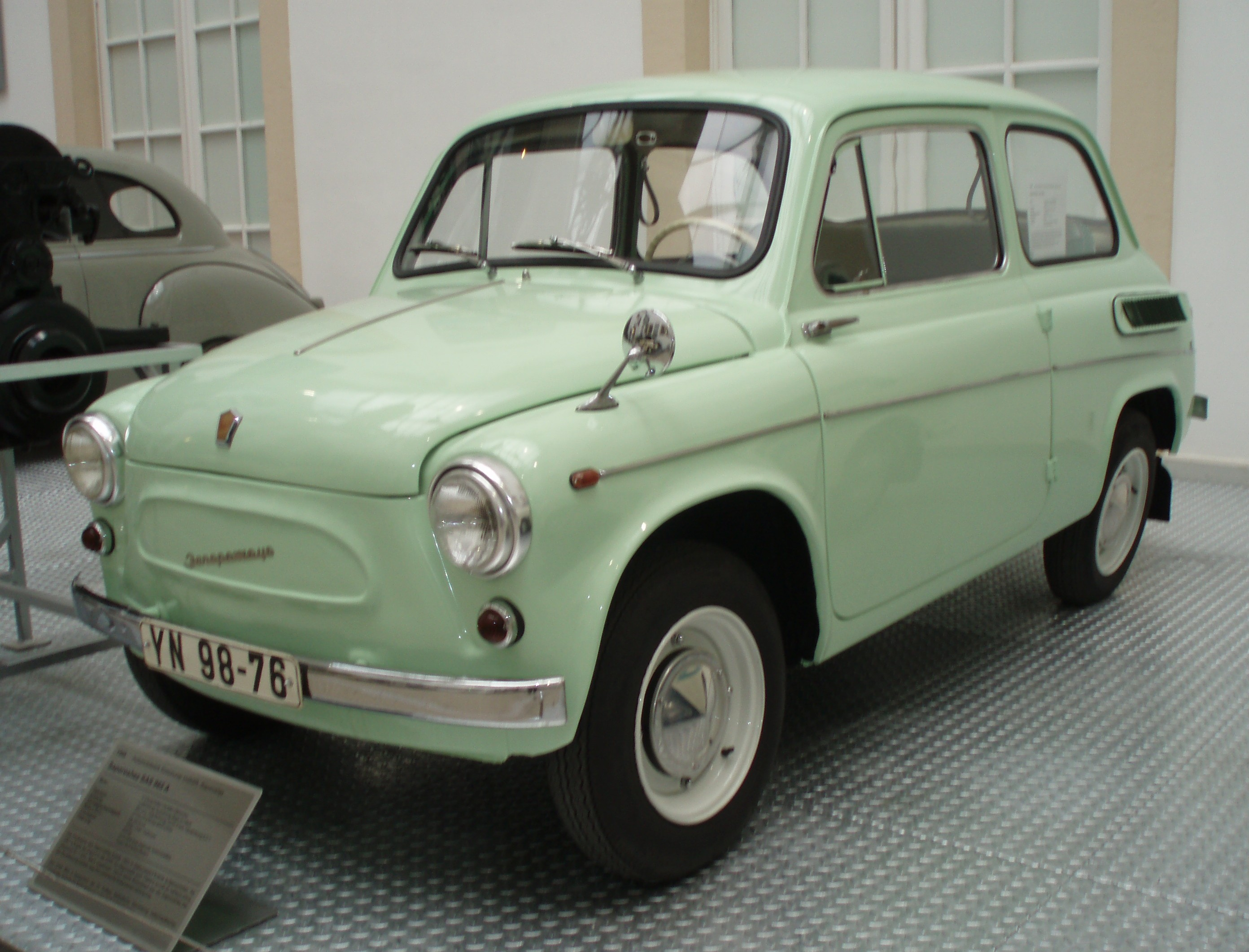
ЗАЗ-965

Модель ЗАЗ-965 производилась с 1960 по 1969 год.
Основным прототипом ЗАЗ-965 в отношении общего дизайна кузова, частично — независимой пружинной задней подвески, рулевого механизма, трансмиссии был FIAT 600. Первым опытным образцом стал Москвич-444.
Кузов — четырёхместный, со взаимозаменяемыми ветровым и задним стёклами, приваренными передними крыльями. Двери (их две) открываются назад, а не вперёд. Двигатель — четырёхцилиндровый V-образный, воздушного охлаждения, расположен сзади. Картер двигателя и трансмиссии из магниевого сплава. Ведущие колёса — задние. Размер шин — 5,20-13. ЗАЗ-965 изготавливался в экспортном и инвалидном исполнении.
Модель ЗАЗ-965А отличается двигателем увеличенного рабочего объёма (887 см3) и мощностью (27 л. с.), одним глушителем (вместо двух), декоративным молдингом на боковинах.

## ЗАЗ-966/ 968/ 968А/ 968рн

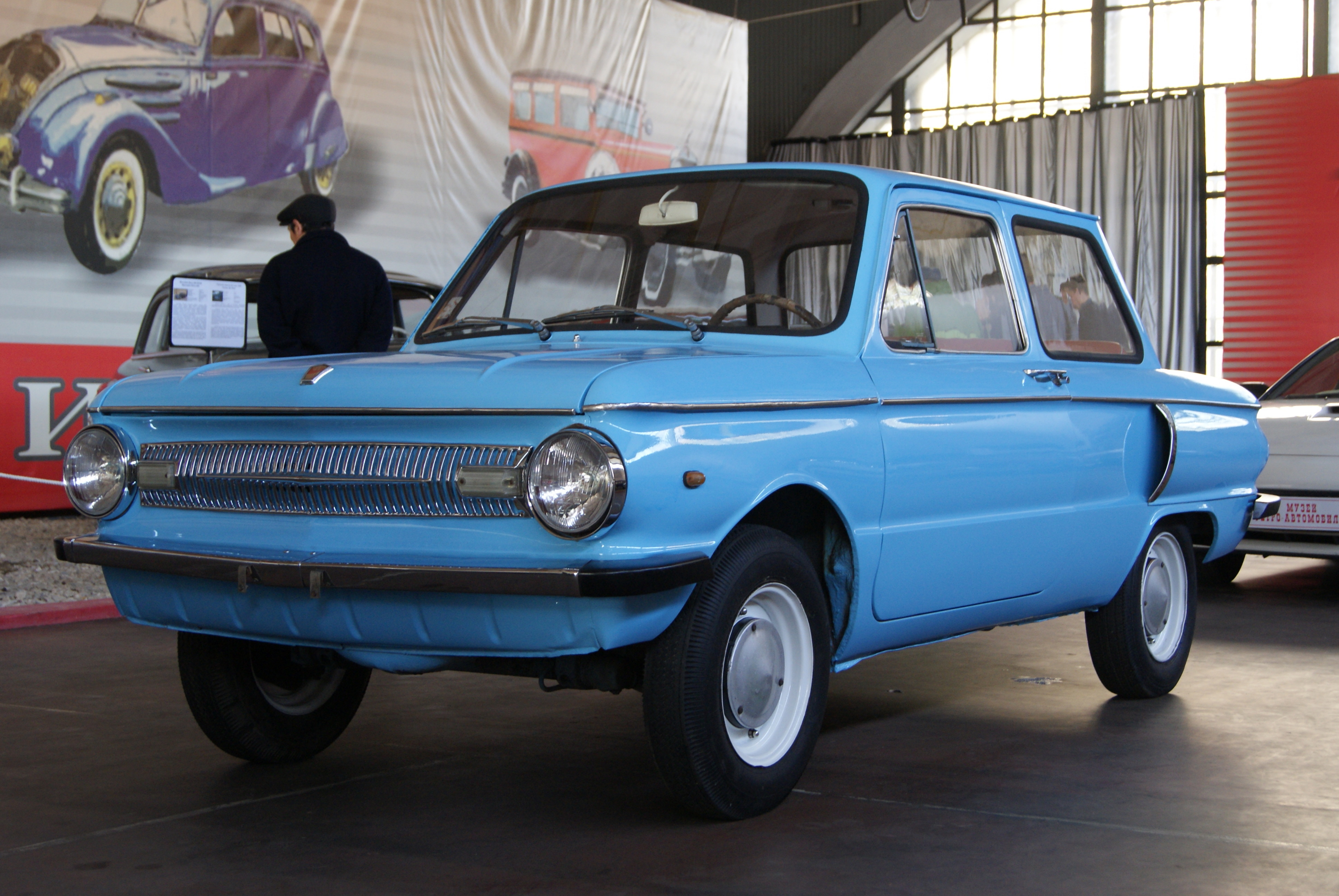
ЗАЗ-966

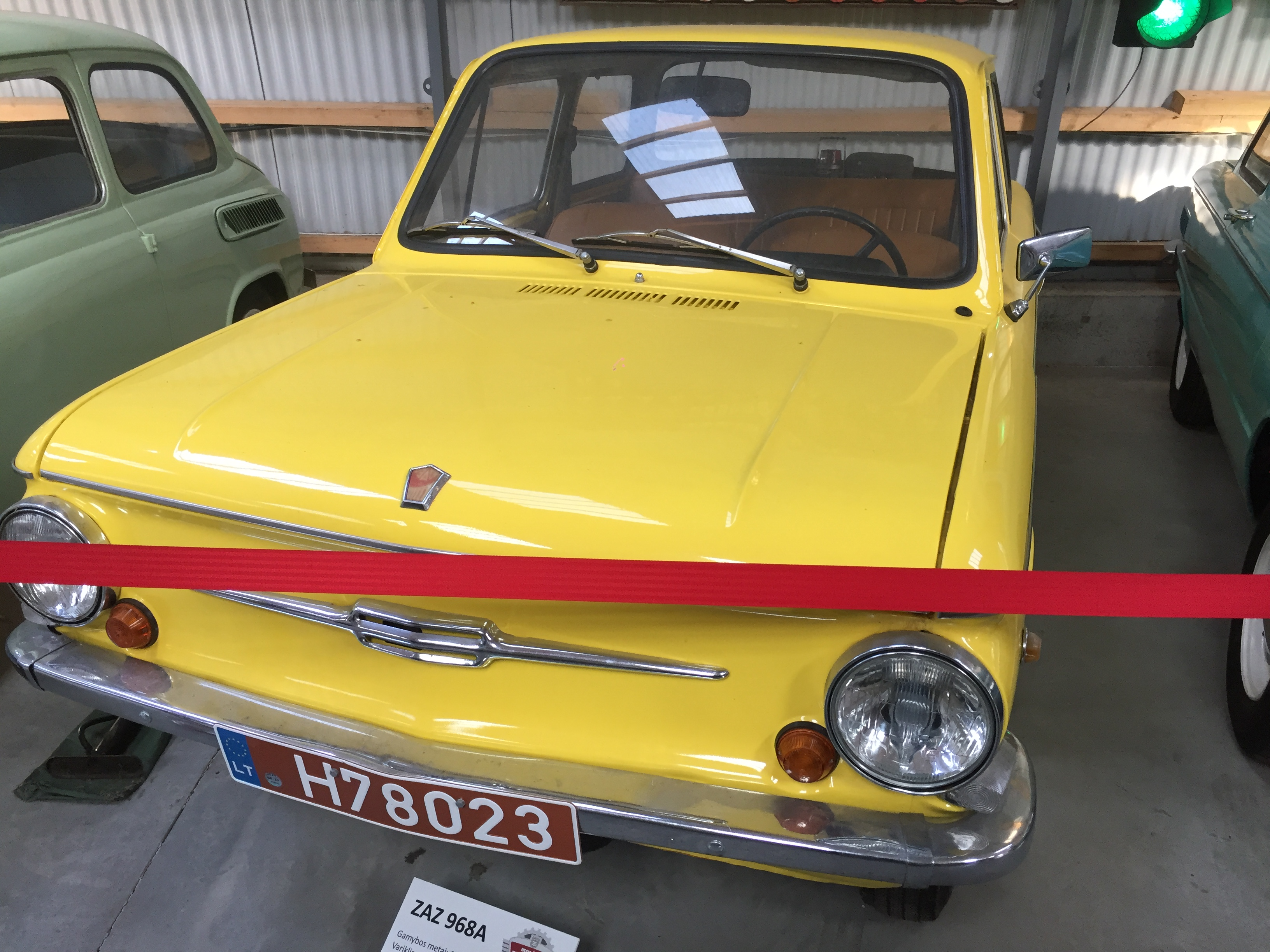
ЗАЗ-968А

Разработка следующего поколения «Запорожцев» началась практически сразу после освоения в производстве первого, в 1961 году.

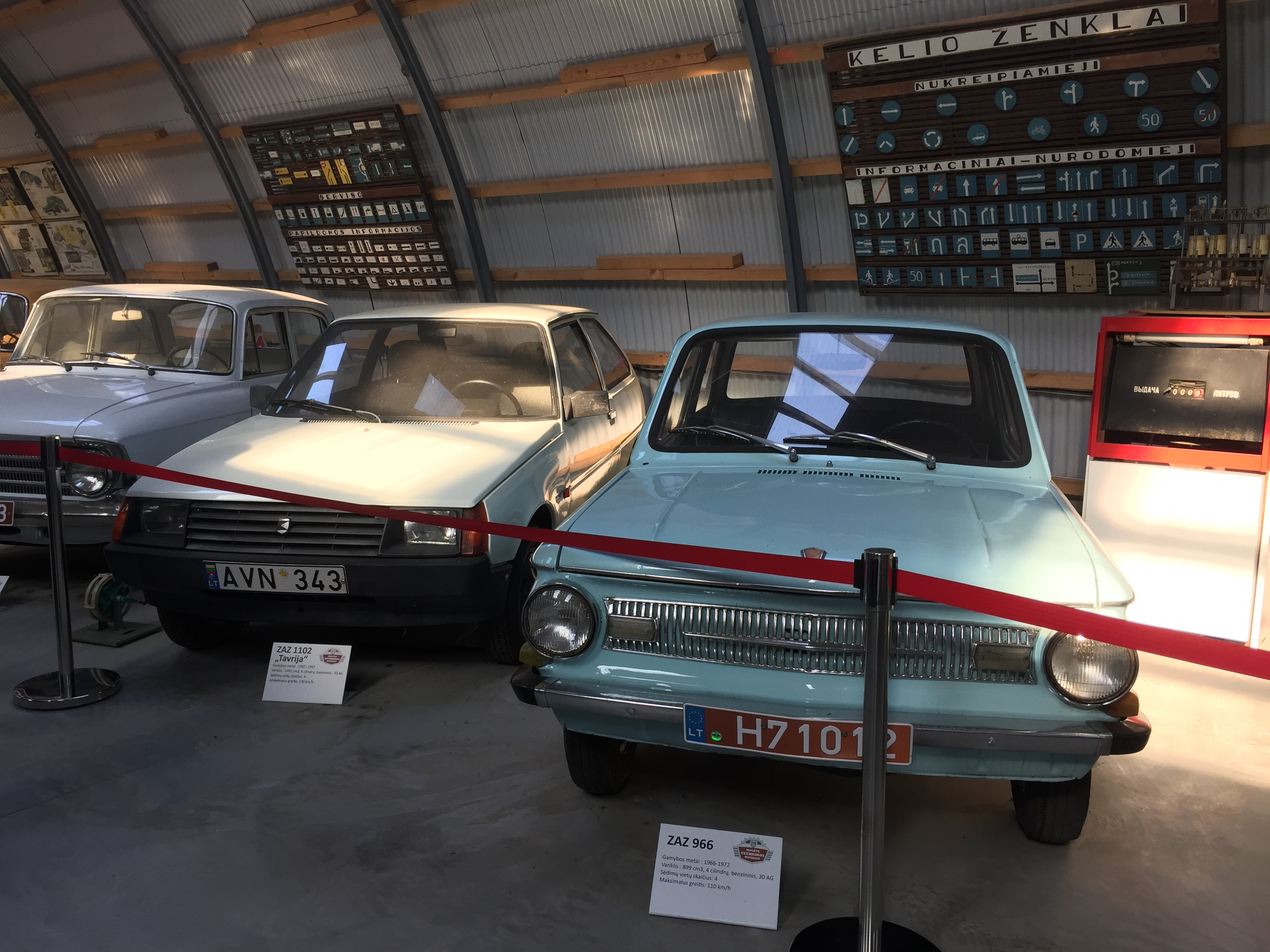
ЗАЗ-966 и ЗАЗ-1102 «Таврия»

Продолжали выпускаться автомобили для людей с ограниченными возможностями. Модель «968М» была заменена на ЗАЗ-1102 «Таврия», переднеприводной трёхдверный хетчбэк.

## Экспортные варианты: Yalta / Jalta, Eliette

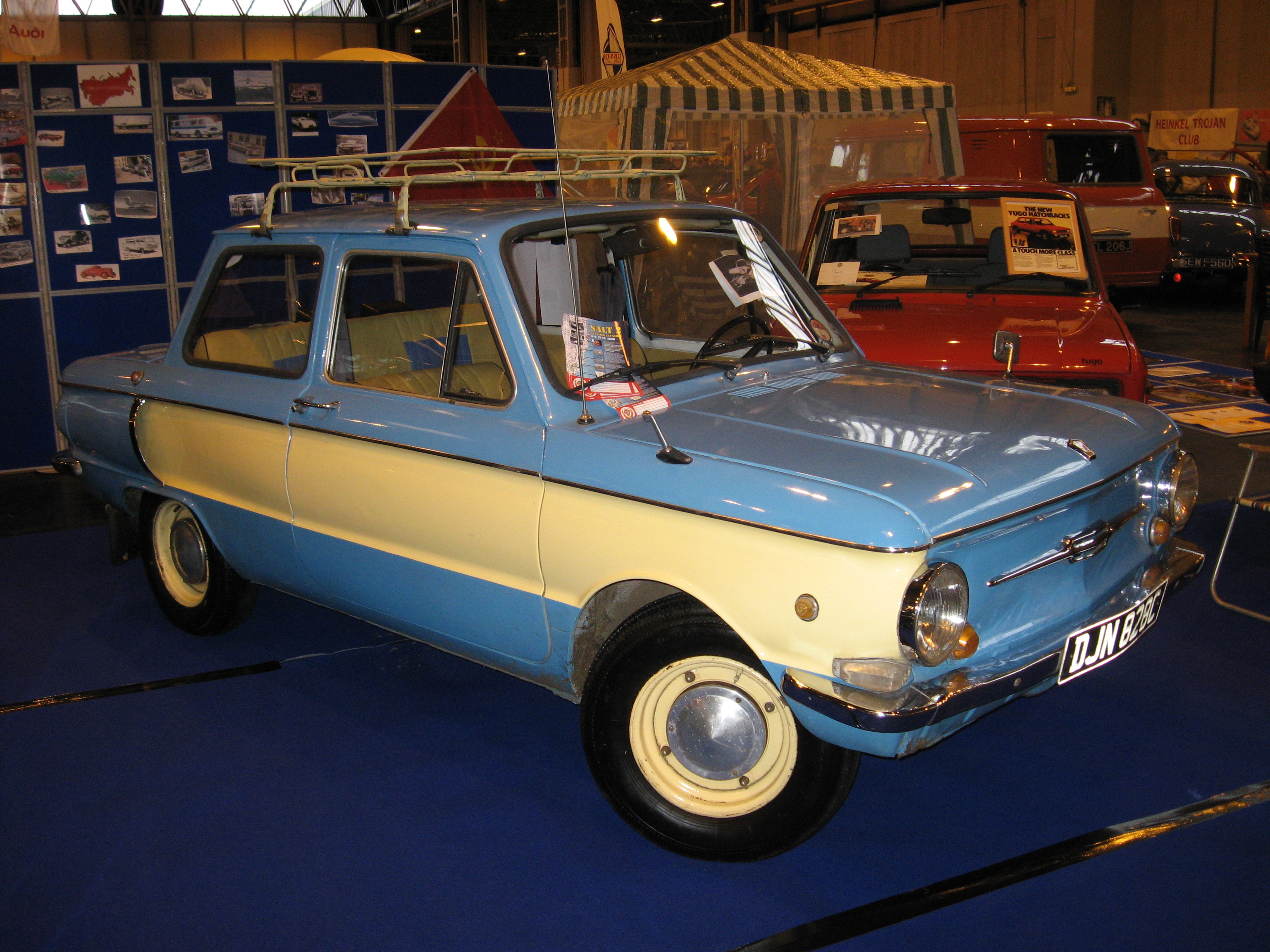
Jalta 968

Наряду с базовыми модификациями автомобилей ЗАЗ-965, ЗАЗ-965А, ЗАЗ-966, ЗАЗ-968, ЗАЗ-968А и ЗАЗ-968М выпускались также их экспортные варианты (в том числе и с рулём справа, для стран с левосторонним движением) — ЗАЗ-965Э, ЗАЗ-965АЭ, ЗАЗ-966Э, ЗАЗ-968Э, ЗАЗ-968АЭ и ЗАЗ-968МЭ. В зависимости от целевого рынка, они имели торговое обозначение Yalta/Jalta («Ялта») или Eliette («Элиетт»), так как фонетика и транслитерация слова «Запорожец» чрезмерно сложна и местами курьёзна для зарубежной этнолингвистической культуры.

## В культуре
ЗАЗ-965 и ЗАЗ-965А были прозваны «горбатым» за характерную форму кузова, ЗАЗ-966, ЗАЗ-968 и ЗАЗ-968А — «ушастым» или «чебурашкой» за форму боковых воздухозаборников системы охлаждения, а ЗАЗ-968М — «мыльницей» за сходство формы потерявшего боковые воздухозаборники («уши») кузова с этим предметом и наличия щелей охлаждения на капоте.
В постсоветские времена появилось множество анекдотов о различных ДТП с участием водителя «Запорожца» и «новым русским» на «600-м Мерседесе».

## Юбилей
С 15 по 16 июля 2016 года в Запорожье прошёл 8-й международный слёт владельцев автомобилей «Запорожец», который был приурочен к 50-летию начала выпуска ЗАЗ-966. 16 июля 2016 года «Запорожцы» организованной колонной проехались по городу, после чего сделали остановку на центральной площади, где из автомобилей была построена фигура «ЗАЗ — 50». В слёте принимали участие примерно 50 автомобилей любителей и поклонников «Запорожцев» со всей Украины, а также представители Белоруссии, Германии и Польши. Старейшей моделью на слёте была модель 1959 года выпуска.